# Sexta (liturgia)
Sexta es una hora canónica del Oficio Divino (o Liturgia de las Horas) de la Iglesia. Consiste fundamentalmente en el rezo de varios salmos y tiene lugar alrededor del mediodía. El nombre procede del latín y se refiere a la sexta hora después del amanecer. Con Tercia, Nona y Completas forma parte de las llamadas Horas menores.

## Origen
Desde la época de la Iglesia primitiva, se ha enseñado la práctica de siete tiempos fijos de oración. En su Tradición apostólica, Hipólito instruyó a los cristianos a orar siete veces al día "al levantarse, al encender la lámpara de la tarde, antes de acostarse, a medianoche" y "las horas tercera, sexta y novena del día, siendo horas asociadas con la Pasión de Cristo" 

Con respecto a la oración de la hora sexta, Hipólito escribió:
Orad también a la hora sexta. Porque cuando Cristo fue adherido al madero de la cruz, la luz del día cesó y se hizo oscuridad. Por eso debéis hacer en esta hora una oración poderosa, imitando el clamor de aquel que oró y oscureció toda la creación...
Los Padres de la Iglesia insisten constantemente en el simbolismo de esta hora. El mediodía es la hora en que el sol está en su plenitud, es imagen del esplendor Divino, de la plenitud de Dios, del tiempo de gracia; a la hora sexta Abraham recibió a los tres ángeles. Debemos orar al mediodía, dice San Ambrosio, porque es el momento en que la luz divina está en plenitud. Orígenes, San Agustín y varios otros consideran esta hora favorable a la oración. Por último y sobre todo, fue la hora en que Cristo fue clavado en la Cruz; este recuerdo, que supera a todos los demás, dejó una huella todavía visible en la mayor parte de la liturgia de esta hora. Esta escena del Viernes Santo es el telón de fondo de Sexta. "No nos dejes caer en la tentación" es el mensaje de esta hora.
En la Didaché y en los textos de Clemente de Alejandría y Tertuliano aparecen las tres horas de oración (Tercia, Sexta y Nona). También Orígenes y San Cipriano recogen esta tradición de modo que podemos afirmar que existía la costumbre al menos como oración privada ya en el siglo III.
A partir del siglo IV. quedará establecida la práctica en los monasterios.

## Liturgia
Pese a su antigüedad no tiene la misma importancia que el rezo de Maitines, Laudes y Vísperas. San Juan Casiano habla del rezo de tres salmos para los horas menores, número que adoptan las reglas de San Benito, San Columbano, San Isidoro y San Fructuoso y por extensión toda la Iglesia romana. 
En el siglo VI. la Regla de San Benito describe con detalle este oficio litúrgico. Se rezaba el Deus in adjutorium, un himno, una lectura (capitulum), unas preces, el Kyrie Eleison y una oración de conclusión y despedida. Unos de los himnos más comunes cantados en la hora Sexta es Rector Potens, Verax Deus.
Se reza inmediatamente después del Ángelus (o del Regina Coeli en Pascua).
La palabra siesta tiene su origen en la hora canónica debido a que era una práctica benedictina habitual dormir entre las horas Sexta y Nona para compensar las horas de oración nocturnas.